# Coroneo
Coroneo è una città dello stato di Guanajuato, nel Messico centrale, capoluogo dell'omonima municipalità.
La municipalità conta 11.900 abitanti e ha un'estensione di 123,83 km².